# EUFOR
Az EUFOR vagy European Union Force az Európai Tanács felügyelete alatt működő nemzetközi haderő. Az EUFOR jelenlegi legnagyobb feladata a 2004. december 2-án, az SFOR-tól átvett Bosznia-Hercegovinában működő békefentartó misszió, melyben jelenleg 2016 fő teljesít szolgálatot.

## Integrált Rendőri Erő (IPU)
Az Integrált Rendőri Erő (angolul: Integrated Police Unit, röviden: IPU) az EUFOR Bosznia-Hercegovinában működő missziójának rendészeti alegysége. Itt szolgált korábban a körülbelül 120 fős MH Katonai Rendfenntartó Kontingens, de 2007-től a magyar hozzájárulás keretében egy rendőrökből álló nyomozó csoport tevékenykedik alárendeltségében. 

## Nemzetközi Manőver Zászlóalj (MNBN)
2007. márciusa óta működő Nemzetközi Manőver Zászlóalj, részét képezi a Bosznia-Hercegovinában állomásozó nemzetközi haderőnek. Magyar hozzájárulás keretében a spanyol vezetésű manőver zászlóaljban szolgál Szarajevóban egy nagy mozgékonyságú könnyű lövész század.  

## Közreműködő államok
EU-tagországok:
- Ausztria
- Belgium
- Bulgária
- Csehország
- Egyesült Királyság
- Észtország
- Finnország
- Franciaország
- Görögország
- Hollandia
- Írország
- Lengyelország
- Lettország
- Litvánia
- Luxemburg
- Magyarország
- Németország
- Olaszország
- Portugália
- Románia
- Spanyolország
- Svédország
- Szlovákia
- Szlovénia

EU-n kívüli országok:
- Albánia
- Argentína
- Chile
- Kanada
- Marokkó
- Norvégia
- Svájc
- Törökország
- Új-Zéland

## Külső hivatkozások
- Az EUFOR hivatalos honlapja
- Búcsúzott az EUFOR kontingens 4. váltása